# St. Nikolai (Rinteln)

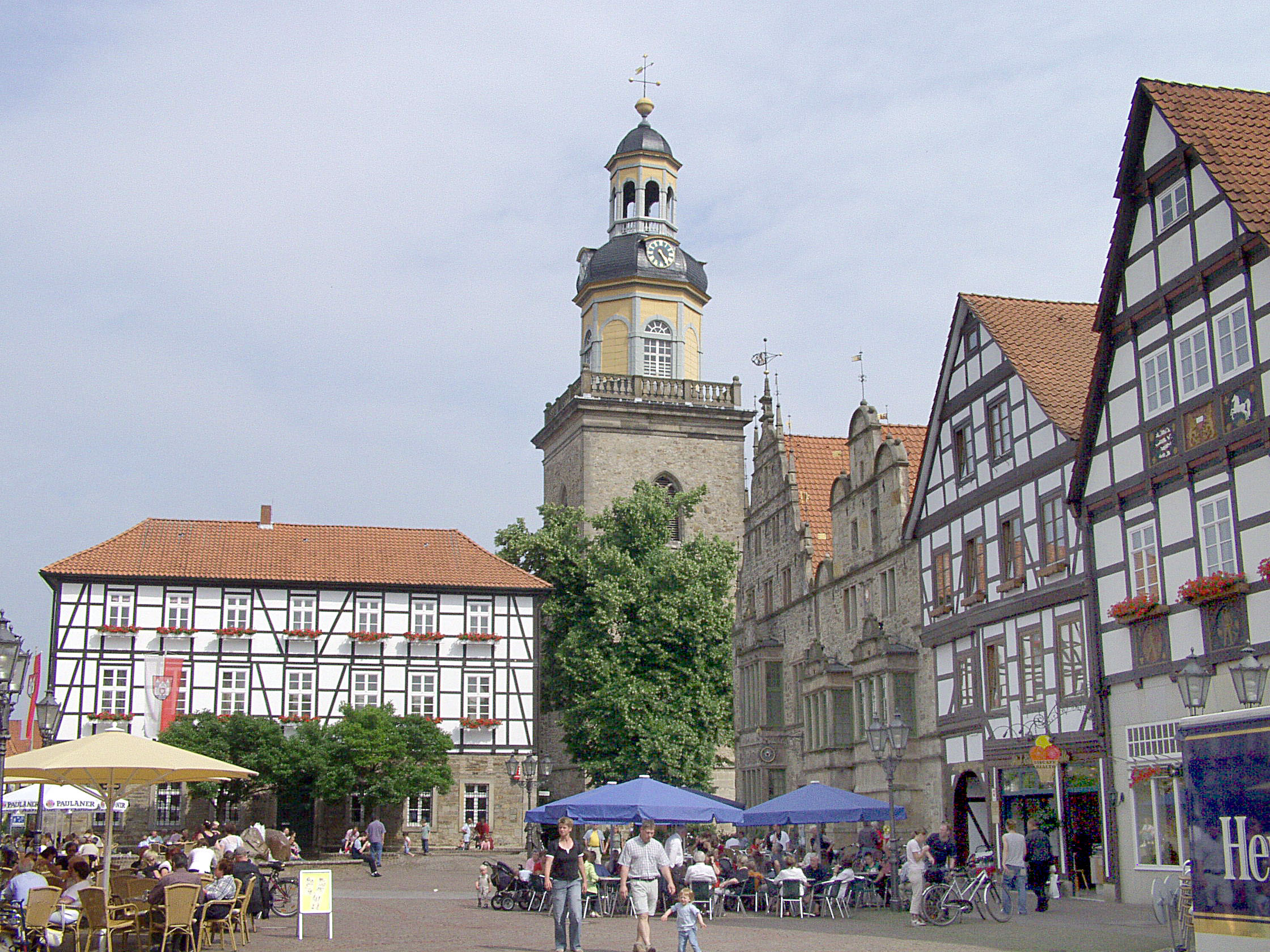
Marktplatz mit Turm der St.-Nikolai-Kirche

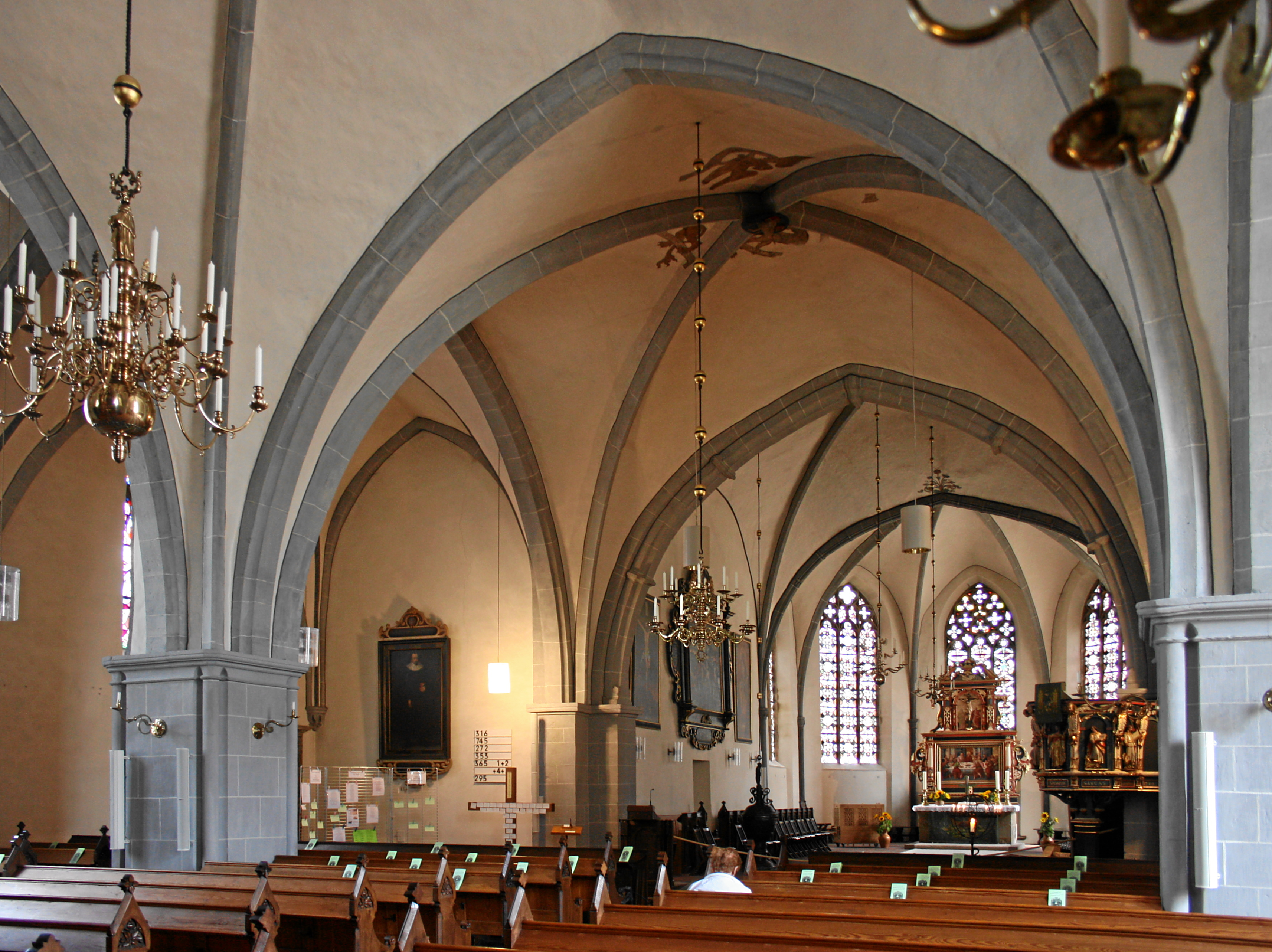
Innenraum der Kirche

St. Nikolai ist die evangelisch-lutherische Stadtkirche in Rinteln.

## Baugeschichte
Die Kirche wurde ab 1238 zunächst als Basilika errichtet. Im 14. Jahrhundert erfolgte der Umbau zur heutigen dreischiffigen Hallenkirche ohne Querschiff. Aus der Frühzeit der Kirche hat sich noch das bemerkenswerte romanische Südportal erhalten. 1788 bis 1803 wurde die ursprünglich aus einem Satteldach mit hohem Dachreiter bestehende Turmspitze durch eine barocke Laterne ersetzt.
Wegen der häufigen Weserüberschwemmungen wurde der Fußboden der Kirche 1810 teilweise angehoben. 1885 erfolgte eine weitere Anhebung des Bodens um insgesamt etwa 1,20 cm, die entsprechende Höherlegung der Portale, die Regotisierung der Langhausfenster und der Einbau des heutigen Kirchengestühls.

## Kirchengemeinde
Die Grafen von Schaumburg führten 1559 die Reformation in Rinteln ein. Anfang des 17. Jahrhunderts wirkte an St. Nikolai der Rintelner Theologieprofessor und Superintendent der Grafschaft Schaumburg Josua Stegmann, dessen Grabmal (im Turmraum) und Bildnis sich in der Kirche befinden. 1646 war Adolph Wilhelm Rottmann Magister und Pastor secundarius in Rinteln, ab 1658 Pastor primarius. Er starb 1689. Von 1652 bis 1689 war Daniel Wilhelmi Prediger. Wilhelmi wurde in der Kirche hinter dem Altar beerdigt, wo auch später seinem Nachfolger das Grab bereitet wurde.

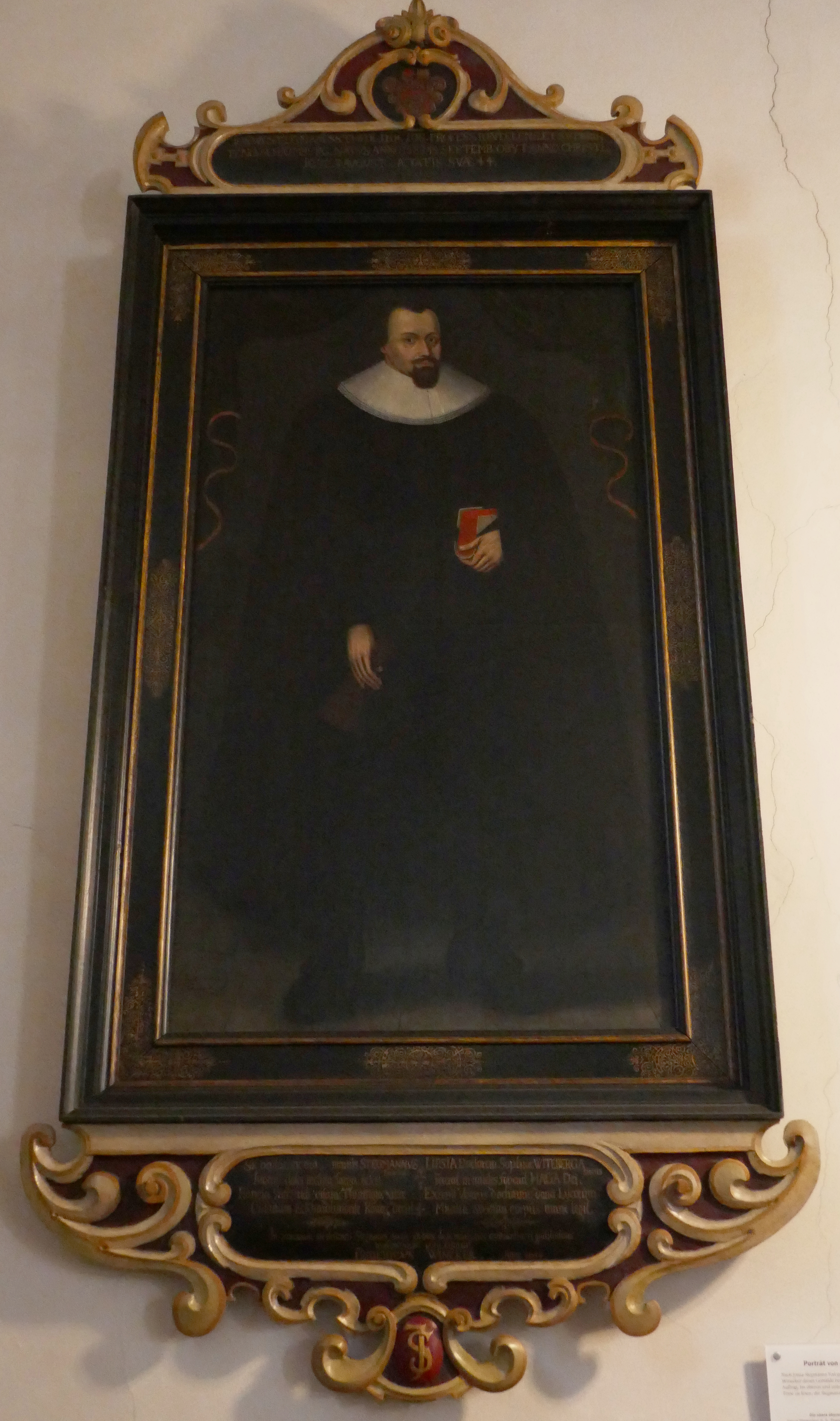
Bildnis des Josua Stegmann
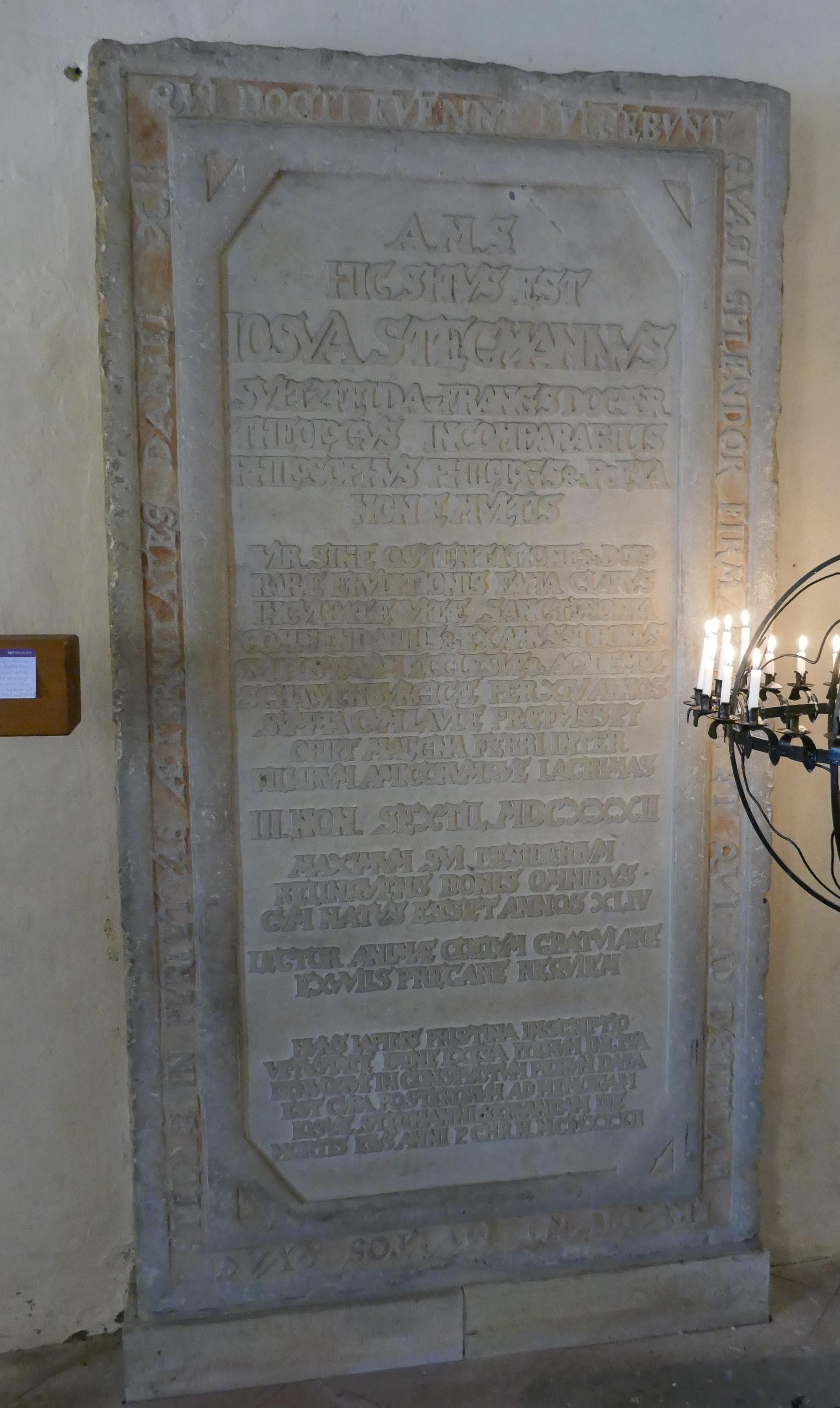
Grabplatte Josua Stegmann
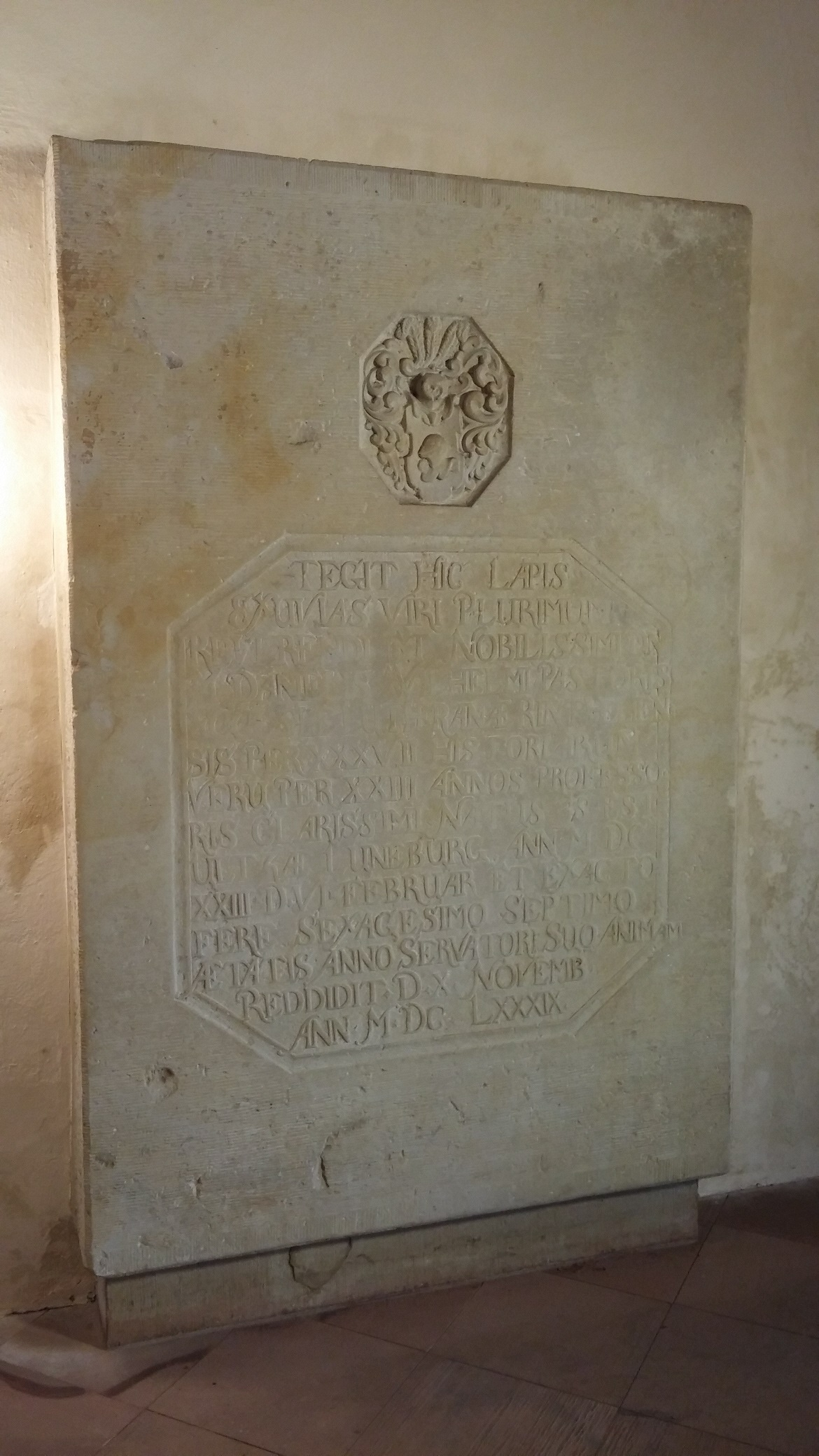
Grabplatte Daniel Wilhelmi

## Ausstattung
Unter der Ausstattung ist ein Bronzetaufbecken aus dem Jahr 1582 im Chorraum hervorzuheben. Die Kanzel mit der Figur des segnenden Christus stammt aus der Mitte des 17. Jahrhunderts. Der Altar hat ein dreiteiliges Retabel, dessen Haupttafel das Abendmahl zeigt. An der Orgelempore ist ein biblischer Bilderzyklus aufgemalt. Zahlreiche Epitaphien von Rintelner Bürgern verweisen auf die Funktion als Bürgerkirche der Stadtgemeinde.

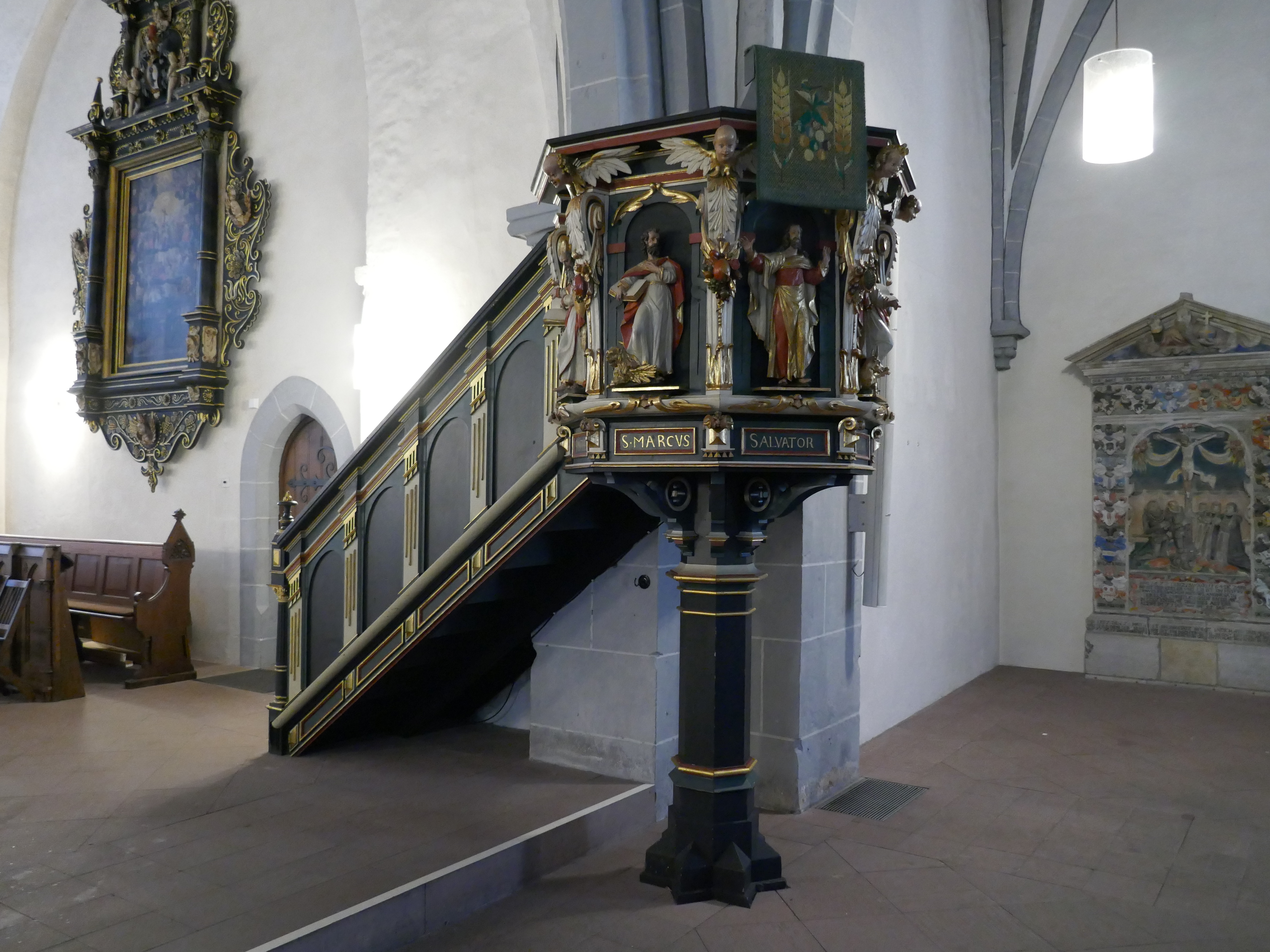
Kanzel
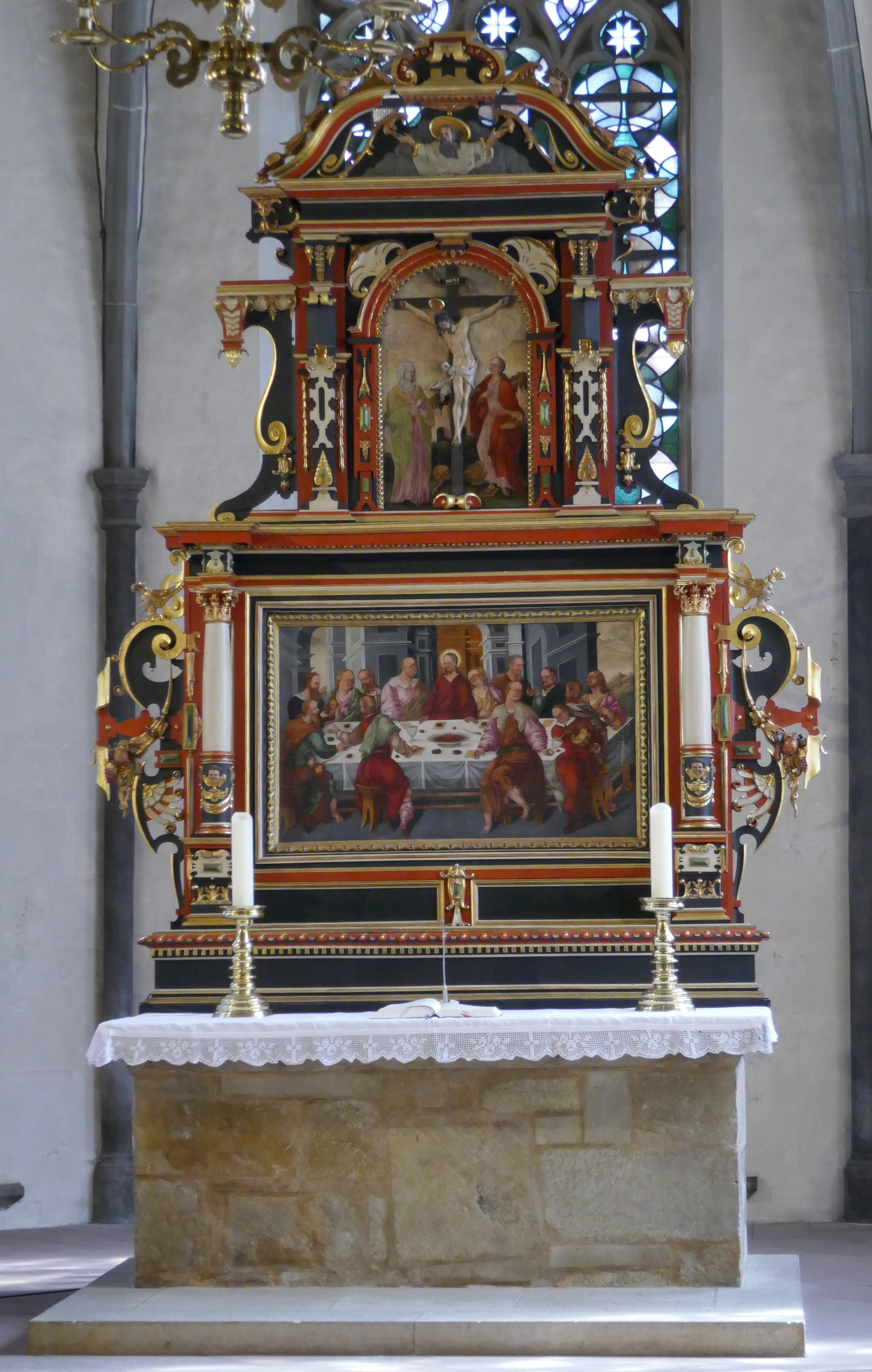
Altar
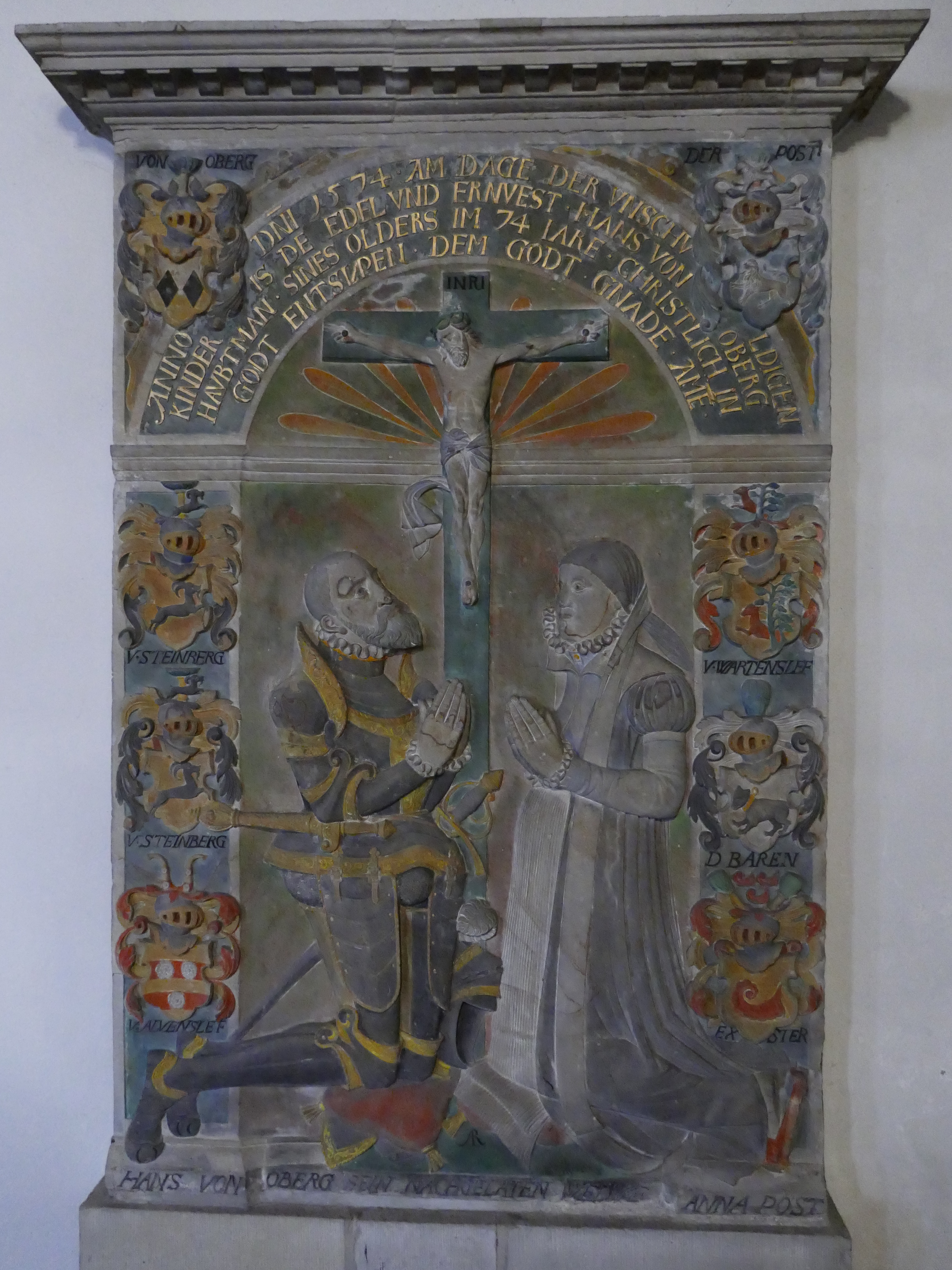
Epitaph Hans von Oberg
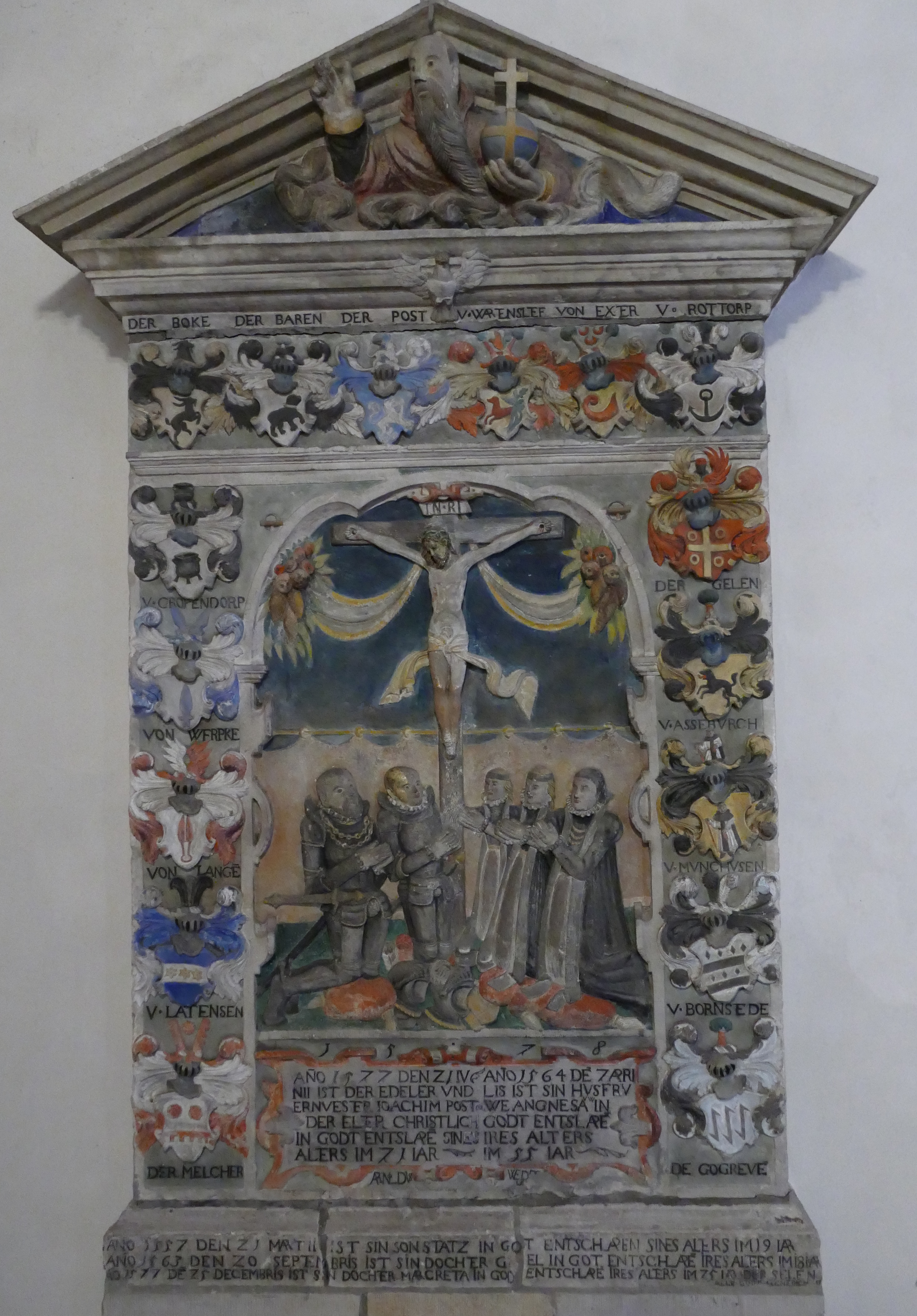
Epitaph Joachim von Post und Agnesa von Wartensleben

## Orgel

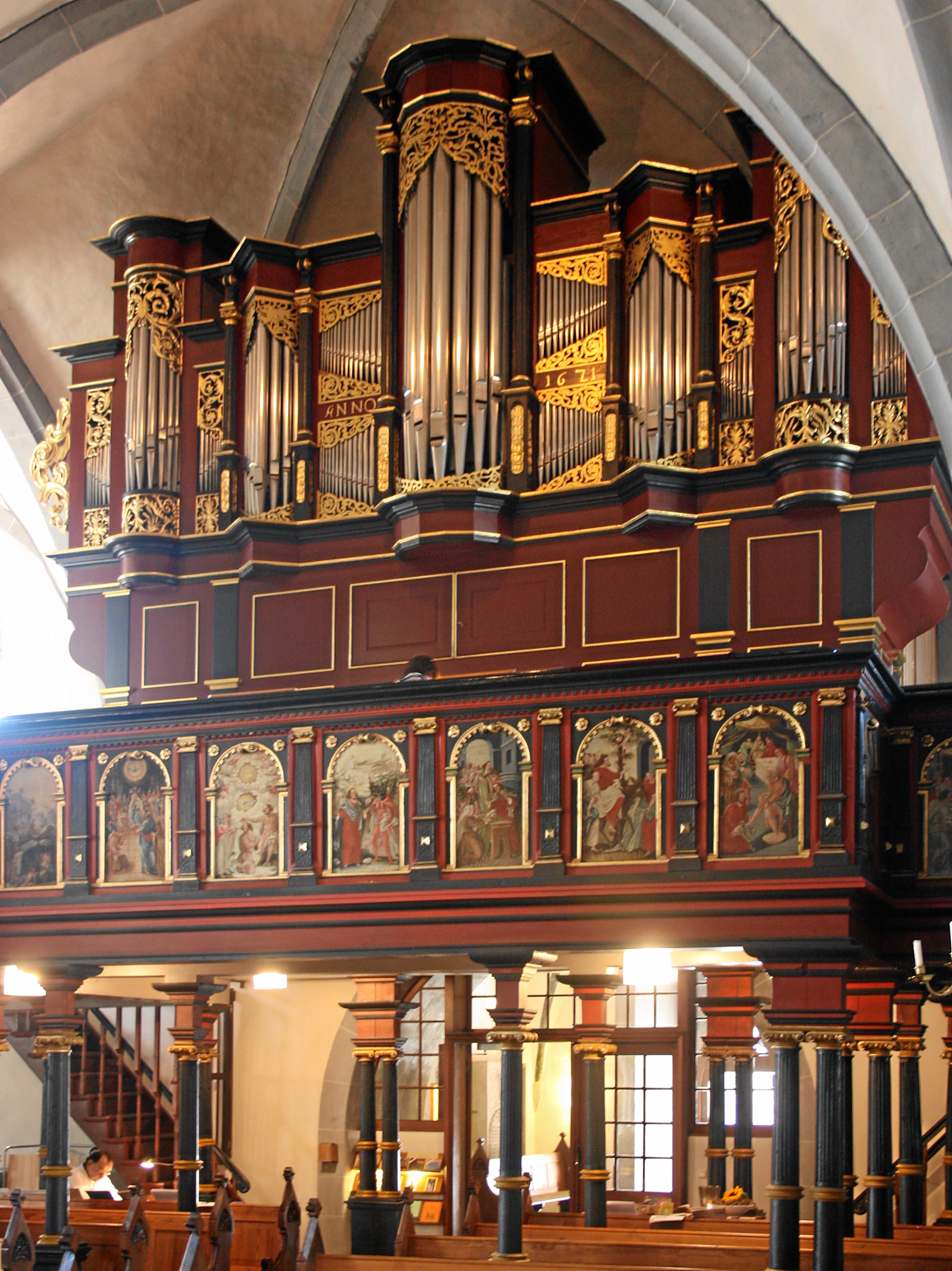
Orgelprospekt von 1621

Der Orgelprospekt aus dem Jahr 1621 stammt zum Teil möglicherweise von Adolph Compenius. Im 18. und 20. Jahrhundert wurde das Instrument stark verändert. Rudolf Janke führte 1995 einen Erweiterungsumbau unter Verwendung älterer Register durch. Das Werk verfügt heute über 39 Register auf drei Manualen und Pedal. Seit November 2012 ist die historische Orgel mit einem barocken Zimbelstern mit drei kleinen Glöckchen ausgestattet worden. Äußerlich zu erkennen ist er durch die zwei vergoldeten Sterne.
| I Hauptwerk C–g3 |              |        |
| 1.               | Bordun       | 16′    |
| 2.               | Principal    | 8′     |
| 3.               | Hohlflöte    | 8′     |
| 4.               | Gambe        | 8′     |
| 5.               | Flöte        | 4′     |
| 6.               | Oktave       | 4′     |
| 7.               | Gedacktflöte | 4′     |
| 8.               | Quinte       | 2 ⁄3′  |
| 9.               | Oktave       | 2′     |
| 10.              | Terz         | 1 3⁄5′ |
| 11.              | Mixtur IV–V  |        |
| 12.              | Trompete     | 8′     |

| II Seitenwerk C–g3 |                 |       |
| 13.                | Salicional      | 8′    |
| 14.                | Traversflöte    | 8′    |
| 15.                | Bordun          | 8′    |
| 16.                | Principal       | 4′    |
| 17.                | Rohrflöte       | 4′    |
| 18.                | Nasat           | 2 ⁄3′ |
| 19.                | Waldflöte       | 2′    |
| 20.                | Oktave          | 2′    |
| 21.                | Sesquialtera II | 2 ⁄3′ |
| 22.                | Larigot         | 1 ⁄3′ |
| 23.                | Mixtur IV       |       |
| 24.                | Dulzian         | 8′    |

| III Echowerk C–g3 |            |       |
| 25.               | Gedackt    | 8′    |
| 26.               | Rohrflöte  | 4′    |
| 27.               | Hohlflöte  | 2′    |
| 28.               | Cornett II | 2 ⁄3′ |
| 29.               | Sifflett   | 1′    |
| 30.               | Regal      | 8′    |

| Pedal C–f1 |           |     |
| 31.        | Violon    | 16′ |
| 32.        | Subbass   | 16′ |
| 33.        | Oktavbass | 8′  |
| 34.        | Gedackt   | 8′  |
| 35.        | Oktave    | 4′  |
| 36.        | Nachthorn | 2′  |
| 37.        | Posaune   | 16′ |
| 38.        | Trompete  | 8′  |
| 39.        | Clarine   | 4′  |

- Koppeln: II/I, I/P, II/P
- Spielhilfen: Tremulant (ganze Orgel)